# クリエイター (2013年生の競走馬)
クリエイター（英：Creator）は、アメリカ合衆国生産の競走馬、種牡馬。主な勝ち鞍は2016年のベルモントステークス、アーカンソーダービー。
過去に同名の種牡馬がいたことから、血統表などではクリエイターIIまたはクリエイター2（いずれも読み：クリエイター・ツー、またはクリエイター・セカンド）と表記される。

## 戦績
2歳9月にデビューするが、勝ちきれない競馬が続き、初勝利を挙げたのは年が明けて3歳になった6戦目のことであった。
その後、重賞初挑戦となったレベルステークス(GII)3着を経て挑んだアーカンソーダービー(GI)では、最後方追走から直線で馬群を割って抜け出し、GI初勝利を飾った。日本からラニが参戦して注目を集めた牡馬クラシック戦線では、ケンタッキーダービー(GI)こそナイキストの13着と大敗したものの、プリークネスステークスを回避して挑んだベルモントステークス(GI)では先に抜け出したデスティン（Destin）をゴール直前でハナ差交わして優勝し、GI2勝目を挙げた。
ベルモントステークス後はジムダンディステークス(GII)で最下位の6着に沈み、トラヴァーズステークス(GI)でアロゲートの7着に敗れたのを最後に現役を引退した。

### 年度別競走成績
- 2015年（4戦0勝）[2]
- 2016年（8戦3勝） - ベルモントステークス(GI)、アーカンソーダービー(GI)[2]

## 種牡馬時代
2016年11月に日本軽種馬協会静内種馬場に導入され、翌2017年から供用を開始した。初年度の種付け料は200万円(税込。不受胎時種付料返還特約、流死産時種付料返還特約付き)に設定され、85頭の繁殖牝馬に種付けを行った。初年度産駒は2020年にデビューを迎える。
2020年5月14日門別競馬場6Rでリュミエールが1着となり、産駒の初勝利を挙げた。9月12日には中山競馬場2Rでグローエルディングが1着となり、JRA初勝利を挙げた。
2021年8月26日門別12Rサッポロクラシックカップをリコーヴィクターが勝利して、産駒の重賞初勝利となった。
日本軽種馬協会七戸種馬場で供用されていたエスケンデレヤが死亡したため、2024年3月9日に七戸種馬場に移動し、30万円と発表されていた2024年度の種付け料も20万円に変更された。
2024年12月26日、サウジアラビアのナイフ・アルマスード・スタッドに移籍することが日本軽種馬協会から発表された。

### 主な産駒
2019年産
- リコーヴィクター - 2021年サッポロクラシックカップ

## 血統表
| クリエイターの血統    | クリエイターの血統                                    | クリエイターの血統                                    | （血統表の出典）                                      | （血統表の出典） |
| 父系                  | シアトルスルー系                                      | シアトルスルー系                                      | シアトルスルー系                                      | [ § 2 ]          |
| 父 Tapit 2001 芦毛    | 父の父Pulpit 1994 鹿毛                                | A.P. Indy                                             | Seattle Slew                                          | Seattle Slew     |
| 父 Tapit 2001 芦毛    | 父の父Pulpit 1994 鹿毛                                | A.P. Indy                                             | Weekend Surprise                                      |                  |
| 父 Tapit 2001 芦毛    | 父の父Pulpit 1994 鹿毛                                | Preach                                                | Mr. Prospector                                        | Mr. Prospector   |
| 父 Tapit 2001 芦毛    | 父の父Pulpit 1994 鹿毛                                | Preach                                                | Narrate                                               |                  |
| 父 Tapit 2001 芦毛    | 父の母Tap Your Heels 1996 芦毛                        | Unbridled                                             | Fappiano                                              | Fappiano         |
| 父 Tapit 2001 芦毛    | 父の母Tap Your Heels 1996 芦毛                        | Unbridled                                             | Gana Facil                                            |                  |
| 父 Tapit 2001 芦毛    | 父の母Tap Your Heels 1996 芦毛                        | Ruby Slippers                                         | Nijinsky                                              | Nijinsky         |
| 父 Tapit 2001 芦毛    | 父の母Tap Your Heels 1996 芦毛                        | Ruby Slippers                                         | Moon Glitter                                          |                  |
| 母 Morena 2004 黒鹿毛 | 母の父Privately Held 1994 鹿毛                        | Private Account                                       | Damascus                                              | Damascus         |
| 母 Morena 2004 黒鹿毛 | 母の父Privately Held 1994 鹿毛                        | Private Account                                       | Numbered Account                                      |                  |
| 母 Morena 2004 黒鹿毛 | 母の父Privately Held 1994 鹿毛                        | Aviance                                               | Northfields                                           | Northfields      |
| 母 Morena 2004 黒鹿毛 | 母の父Privately Held 1994 鹿毛                        | Aviance                                               | Minnie Hauk                                           |                  |
| 母 Morena 2004 黒鹿毛 | 母の母Charytin 1991 鹿毛                              | Summing                                               | Verbatim                                              | Verbatim         |
| 母 Morena 2004 黒鹿毛 | 母の母Charytin 1991 鹿毛                              | Summing                                               | Sumatra                                               |                  |
| 母 Morena 2004 黒鹿毛 | 母の母Charytin 1991 鹿毛                              | Crownit                                               | King of Macedon                                       | King of Macedon  |
| 母 Morena 2004 黒鹿毛 | 母の母Charytin 1991 鹿毛                              | Crownit                                               | Queens Up                                             |                  |
| 母系(F-No.)           | 2号族(FN:2-o)                                         | 2号族(FN:2-o)                                         | 2号族(FN:2-o)                                         | [ § 3 ]          |
| 5代内の近親交配       | Mr. Prospector4×5＝9.38%、Northern Dancer5×5＝6.25%、 | Mr. Prospector4×5＝9.38%、Northern Dancer5×5＝6.25%、 | Mr. Prospector4×5＝9.38%、Northern Dancer5×5＝6.25%、 | [ § 4 ]          |
| 出典                  | 1. 2. 3. 4.                                           | 1. 2. 3. 4.                                           | 1. 2. 3. 4.                                           | 1. 2. 3. 4.      |

母Morenaは2007年のペルー2歳牝馬チャンピオン、2008年ペルー3歳牝馬チャンピオン、2009年ペルー古牝馬チャンピオンである。